# 쿠로카와 엘렌
쿠로카와 엘렌(일본어: 黒川 エレン, 한국명:송유리)는 《스위트 프리큐어♪》에 등장하는 가공의 인물이다. 애니메이션에서 목소리를 연기한 성우는 일본판은 토요구치 메구미, 한국판은 김도영이다.

## 프로필
※ 일본판 / 한국판 順
| 쿠로카와 엘렌 / 송유리 | 쿠로카와 엘렌 / 송유리                                             |
| ---------------------- | ------------------------------------------------------------------ |
| 본명                   | 세이렌                                                             |
| 성별                   | 여자                                                               |
| 신분                   | 메이저 랜드의 가희 → 마이너 랜드의 간부 → 메이저 랜드의 가희, 학생 |
| 소속                   | 메이저랜드 → 마이너랜드 → 메이저랜드, 사립 아리아 학원             |
| 변신명                 | 큐어 비트(Cure Beat)                                               |
| 퍼스널 컬러            | 파란색                                                             |
| 등장 프리큐어 시리즈   | 스위트 프리큐어♪                                                   |

## 인물소개
마이너랜드의 간부였던 세이렌이 노이즈로부터 해방되고 프리큐어로 각성한 후 아군으로 전향했다. 본래는 메이저랜드 출신의 요정으로 뛰어난 가수였으며 하미하고는 어렸을 적부터 같이 노래를 연습하던 절친한 친구였으나 '행복의 멜로디'를 부를 수 있는 유일한 요정에 하미가 선택하자 조금 복잡한 감정을 갖게되고 그때 메피스토가 세이렌을 유혹하면서 거기에 세뇌당해 결국에는 메피스토의 부하가 되었다. 하지만 과거 친구였던 하미가 메피스토에게 세뇌당할 위기에 처하자 과거의 기억이 떠오르면서 자신의 소중한 친구를 지키기 위한 강한 마음이 걸고 다니던 팬던트가 깨지면서 첫 변신을 했다. 갑작스러운 심경변화와 마이너랜드 시절에 했던 악행으로 인한 죄책감으로 잠시 고민하고 방황했지만 동료들로 인해 조금씩 떨쳐내고 큐어 모듀레를 얻어 제대로 각성한다. 이후 시라베 아코의 할아버지 시라베 오토키치가 마련해준 시라베 강당 근처의 집에서 머물며, 역시 오토키치가 사립 마리아 중학교에 입학 시켜주어서 호죠 히비키와 미나미노 카나데와 함께 학교의 같은 반으로 편입한다.
원래 메이저랜드 때의 착한 성격을 되찾으며 부드러운 말투와 웃는 얼굴을 보인다. 세이렌 때와 달리 목걸이에 붙어 있던 펜던트가 사라지고, 때문에 본 모습인 고양이 모습은 물론 다른 사람으로 변장할 수 있는 능력이 사라졌다. 말버릇은 "이제 내 마음속의 비트는... 멈출 수 없어!".(일본어: 心のビートはもう…止められないわ！)".
쿨하고 강해 보이는 인상과 달리, 실제로는 부끄럼을 잘 타고, 굉장히 섬세한 성격이며 겁이 많아 유령을 무서워하는 약점이 있다.
메이저 랜드 출신이라 세상 상식이나 유행에 생소한데다, 다양한 방법으로 배운 세상 상식을 엉뚱하게 해석하거나 종종 엉뚱한 행동을 취하는 4차원스런 면도 보이지만 기본적으로 매사 성실하며 동료를 아끼는 의리 넘치는 성격이다.
학교에서는 스포츠에서는 히비키에게 밀리지 않으며 성적 또한 카나데와 비슷할정도로 좋은 엄친딸이다.

## 세이렌
이전에는 마이너랜드 2인자로 당시에는 남색의 고양이 모습을 하고있으며 바스도라, 바라톤, 팔세토의 상관이기도 하며 행복의 멜로디를 불행의 멜로디로 바꾸는 능력을 보인다.
이 때까지는 마이너 랜드의 악역 간부이자 프리큐어의 적으로서 음표를 강탈하고 이에 방해가 되는 프리큐어들을 소탕 및 궤멸하는 역할을 맡아왔다. 사실 원래는 하미와 같은 메이저 랜드 출신의 요정으로 어렸을 때부터 함께 노래를 불렀던 절친이었으나 메이저 랜드 행복의 멜로디가 자신이 아닌 하미에게 넘어가게 되면서 감정이 복잡한 가운데 이를 노린 메피스토에 의해서 세뇌되어 그의 부하가 되어 마이너 랜드로 완전히 전향하게 되었다.
자신을 버렸던 메이저 랜드에 대한 복수심을 가지고 있었으며 메피스토의 명령을 받고 메이저 랜드 음악회에 나타나서 불행의 멜로디로 복수심을 가지며 메이저 랜드를 장악하려고 하였으나 여왕 아프로디테의 방해로 실패하게 되었다. 이후 메피스토의 명령에 따라 전설의 악보 음표를 수집하는 역할을 하면서 이를 방해하는 프리큐어들을 소탕 및 궤멸하는 총책도 맡게 되었다.
히비키와 카나데가 두 사람이 하나로 합쳐서 프리큐어로 변신할 수 있다는 사실을 알게되고 이들이 서로 싸우게 되었을 때 분열을 시도하려고 했던 적이 있는데 이 때부터 엘렌이라는 가명을 쓰며 카나데와 말다툼을 한 히비키 앞에 다가와서 음표를 빼앗으려 했지만 역시 실패하였으며 이후에도 히비키와 카나데 사이를 멀리하기 위해 백방의 술책을 쓰게 되었다.
한 번은 히비키와 카나데가 다니는 학교에 와서 '호조 사쿠라(한국어 더빙에서는 최가련)'라는 가명을 쓰고 전학을 온 여학생으로 위장하여 히비키에게 전화를 걸었던 적이 있는데 이 때 카나데의 목소리로 위장하여 절교를 하자면서 두 사람을 갈등과 분열로 유도하려고 하였고 히비키의 절친이라며 다가가게 되었지만 하미가 말을 걸게되자 자신도 모르게 하미를 향해 버럭하였다가 이를 통해서 히비키에 의해 정체가 탄로나게 되자 결국 본모습을 드러내면서 목표달성에 실패하였다.
후반에는 하미 앞에 다가와서 자신은 그 동안의 악행에 대해 회개했다고 하였지만 사실은 페어리톤들을 빼앗기 위해 그가 거짓으로 연기했던 것이며 마침내 페어리 톤 전부를 빼앗는데 성공하게 된다.
그러나 마지막에 가서는 불행의 멜로디를 부르려고 할 때 하미와의 추억을 생각하였고 하미가 자신을 적으로 생각하지 않고 친구로 생각하고 있는 것에 마음이 동요하게 되어서 참회의 눈물을 흘리게 되었으며 갑자기 우발적으로 프리큐어로 변신하여 하미를 구해내게 된다.
하지만 프리큐어로 변신을 한 이후에는 고양이로 돌아가지 못하고 인간 모습을 유지하게 되었으며 그 동안 모진 악행을 저지른데다가 프리큐어들을 소탕하려는 죄책감 때문에 고민과 방황을 겪게 되었다가 성당에서 시라베 오토키치를 만나서 그 동안의 악행 등을 고백하며 조언을 듣게 되었고 이후 한때 적으로 있었던 히비키와 카나데로부터 친하게 지내자는 제의를 받았지만 그 동안 저지른 악행과 잘못 때문에 죄책감을 느끼게 되어서 다시 방황을 하게 되었다. 특히 악행을 저질렀던 시절에 히비키와 카나데 사이를 갈라놓으려고도 했던 죄책감 때문에 이들과도 제대로 친해지지 못하였다.
그리고나서 성당에서 마모루를 우연히 만나게 되어서 인연을 맺게 되었고 마모루 부자가 자신의 옛 부하들에 의해 공격을 당하는 모습을 보면서 그 동안 마이너 랜드에서 악행을 저지른 컴플렉스 때문에 프리큐어로 변신하는 것을 주저했으나 그 동안의 잘못을 뉘우치고 사람들을 지켜야겠다는 마음을 가지면서 큐어 비트로 변신하게 되었다. 전투 이후 자신의 악행 때문에 피해를 봤던 히비키와 카나데 앞에서 그 동안의 잘못을 뉘우치고 감사의 인사를 하면서 3번째 프리큐어로 합류하게 되었으며 오토키치의 집 안에서 지내게 되었다.

## 큐어 비트
21화에서 세이렌이 착한 마음을 되찾고 기적적으로 새롭게 프리큐어로서 변신한 모습. 변신 시 파트너는 페어리톤의 라리. 이미지 색상은 파란색.

본 작품에 있어서 3번째 멤버이자 4번째 프리큐어.
변신 주문은 "렛츠 플레이! 프리큐어 모듈레이션!"
변신 후 대사는 "손끝에서 울려퍼지는 영혼의(성스러운) 음조! 큐어 비트!" (일본어: 爪弾くは魂の調べ! キュアビート!)
특징
복장의 기본 테마색은 파란색과 군청색이며, 푸른색 사이하이부츠를 착용하고 있다. 헤어스타일도 변신 전의 검보랏빛이 도는 긴 머리에서 연보라색의 사이드 테일로 바뀌며, 세이렌의 갈기와 닮은 깃털같은 머리장식으로 묶은 사이드 테일이 특징. 머리끝은 웨이브가 가미되어있다. 옆으로 뻗친 머리카락을 튕기면 일렉기타같은 소리가 나오는 연출도 보인다. 참고로 이작의 프리큐어들 중 유일하게 변신 전과 변신 후의 눈 색이 같다.
전투 스타일은 주로 다른 멤버와의 협동 및 연계를 주체로 하지만, 다른 멤버보다 더 개인 전투력도 뛰어나 단독 전투도 능숙하게 수행한다.
기술
- 비트 배리어

러브 기타 로드를 튕기고 정면을 향해 커다란 원모양의 방어막을 만들어 적의 공격을 막는다.
- 비트 소닉

러브 기타 로드를 튕기고 빛의 음표를 여러개 만들어서, 화살처럼 발사하며 공격한다. 고속 이동도 가능하다.
필살기
- 프리큐어 하트풀 비트 록[3]

소울 로드로 발사하는 필살기. 기본적인 동작과 구호, 에너지 링 모양의 크기 등은 큐어 멜로디, 큐어 리듬의 뮤직론도를 시전할 때와 똑같지만, 에너지 링의 색이 솔리의 색(연두색)이며, 발사시 로드의 방아쇠를 당기는 점이 차이점. 또한, 소울로드의 크기상, 삼박자 지휘할 때는 한손으로 하는 멜로디, 리듬과 달리 양손으로 소울로드를 쥐고 시전한다. 멜로디, 리듬의 뮤직론드와 동시에 발사할 때가 많다.